# Октябрьский (Аромашевский район)
Октябрьский — поселок в Аромашевском районе Тюменской области России. Входит в состав Аромашевского сельского поселения.

## География
Находится примерно в 230 км от Тобольска. Автобусное сообщение. Рядом протекает река Киршиха.
Часовой пояс
Октябрьский (Аромашевский район), как и вся Тюменская область, находится в часовой зоне МСК+2. Смещение применяемого времени относительно UTC составляет +5:00.

## Население
| 1989 | 2002 | 2010 |
| ---- | ---- | ---- |
| 114  | ↘73  | ↘33  |